# David Abraham (Historiker)
David Abraham (geboren am 9. November 1946 in Antwerpen) ist ein amerikanischer Historiker und Rechtswissenschaftler. Als Historiker forschte er unter anderem zur deutschen Wirtschaftsgeschichte im 20. Jahrhundert. Seine juristischen Forschungsschwerpunkte sind das Einwanderungs- und das Staatsbürgerschaftsrecht. Seit 1991 ist er Professor der Rechtswissenschaft an der University of Miami.

## Laufbahn
Abrahams Eltern wanderten 1949 aus Europa in die Vereinigten Staaten aus, 1956 wurde er amerikanischer Staatsbürger. Er studierte und promovierte an der University of Chicago (B.A. 1968, M.A. 1972, Ph.D. 1977), zwischenzeitlich an der Hebräischen Universität Jerusalem (1970–1971). Von 1977 bis 1985 war er Assistenzprofessor für Geschichte an der Princeton University, anschließend lehrte er an der New School for Social Research in New York.
Nach der Kontroverse über die Industriepolitik in Weimar zog sich Abraham aus dem geschichtswissenschaftlichen Diskurs weitgehend zurück und nahm 1986 ein Jurastudium auf, das er 1989 an der University of Pennsylvania mit erfolgreich mit dem Abschluss Juris Doctor beendete. Von 1991 bis 2017 war er Professor der Rechtswissenschaft an der University of Miami. In der Rechtswissenschaft publizierte er vor allem zu Fragen des Einwanderungs- und Staatsbürgerschaftsrechts.
Als Gastprofessor wirkte er unter anderem an der Universität Tübingen, der Deakin University, der École des Hautes Études in Paris sowie an der University of Ulster in der Zweigstelle Belfast. Im Frühlingssemester 2010 war er zudem Fellow der American Academy in Berlin.

## Kontroverse über Industriepolitik in Weimar
Als Historiker war sein Forschungsschwerpunkt die deutsche Wirtschaftsgeschichte des 20. Jahrhunderts. Kontrovers diskutiert wurde sein erstmals 1981 erschienener und später auch ins Deutsche übersetzte Band The Collapse of the Weimar Republic, in dem er die Einflussversuche mittelständischer und großindustrieller Unternehmen auf die Weimarer Industriepolitik gegen Anfang der 1930er Jahre und insbesondere deren Mitverantwortung beim Aufstieg der NSDAP analysiert. Seine Studie knüpft methodisch an die Hegemonietheorie Antonio Gramscis, die neomarxistische Staatstheorie von Nicos Poulantzas und Claus Offe sowie die Bonapartismustheorie August Thalheimers an und weist eine Verwandtschaft zur Monopolgruppentheorie der orthodox-marxistischen Geschichtswissenschaft der DDR auf. Danach sei die Machtergreifung der Nationalsozialisten auf Rivalitäten zwischen einem eher fortschrittlichen exportorientierten und einem reaktionären binnenwirtschaftlich orientierten Industrieblock zurückzuführen. Das Buch fand in einer Vielzahl von Rezensionen Anerkennung über die Fächergrenzen hinaus. So bezeichnete der amerikanische Politikwissenschaftler Peter Gourevitch Abrahams Arbeit als „superb“ und wichtige Fallstudie über den Zusammenhang von Innenpolitik und internationalen Wirtschaftsbeziehungen.
Auf der anderen Seite wurde Abraham auch massiv kritisiert. Henry Ashby Turner warf ihm vor, seine Quellen manipuliert, mindestens unsauber zitiert zu haben. Harte Kritik äußerte auch der auf die Geschichte der Weimarer Republik spezialisierte Historiker Gerald D. Feldman, der die Publikation des Buches zunächst befürwortet hatte. Diese Kritik wurde von verschiedenen Seiten als Kampagne oder antimarxistische Hexenjagd im Stil der McCarthy-Ära wahrgenommen. Abraham sah sich veranlasst, 1986 eine überarbeitete Version seiner Studie vorzulegen, die aber ebenfalls scharf kritisiert wurde. Der Historiker Peter Hayes etwa monierte, dass diese Neuauflage die Fehler der ersten nicht behebe und substantiell nichts Neues beinhalte, Hans-Ulrich Wehler nannte Abrahams Arbeiten auch nach der Überarbeitung „skandalös schlampig“.

## Schriften
- Wege aus der Krise. Herkunft und Zukunft des sozialdemokratischen Kapitalismus. In: WZB Mitteilungen, Nr. 173, 9/2021, S. 44–46.
- The Collapse of the Weimar Republic: Political Economy and Crisis. Princeton University Press, Princeton NJ 1981, ISBN 0-691-09356-3. Zweite, verbesserte Ausgabe: Holmes & Meyer, New York und London 1986, ISBN 0-8419-1083-9.
  - dt. Der Zusammenbruch der Weimarer Republik. Westfälisches Dampfboot, Münster 1993, ISBN 3-924550-77-8 (= Theorie und Geschichte der bürgerlichen Gesellschaft 5).
- Conflicts within German Industry and the Collapse of the Weimar Republic. In: Past&Present 88:1, 1980, S. 88–128.